# Camil Van Hulse
Camillus Antonius Joannes (Camil) Van Hulse (Sint-Niklaas, Oost-Vlaanderen, België, 1 augustus 1897 – Tucson, Arizona, Verenigde Staten van Amerika, 16 juli 1988) was een Amerikaans pianist, organist, pedagoog en componist van Belgische komaf.

## Biografie
Camils vader Gustaaf van Hulse was componist en organist van de dekanale kerk te Sint-Niklaas. Zijn moeder, Maria Pelagia Coppens, was een begaafde pianiste en zangeres. Op zesjarige leeftijd krijgt Camil van zijn vader, een leerling van Edgar Tinel, zijn eerste muziekonderricht in piano en notenleer en later in harmonie en contrapunt. Door als kleine jongen vaak met zijn vader mee te gaan naar de erediensten kan hij op zijn twaalfde zonder specifiek onderricht te hebben gevolgd het orgel bespelen, een koor leiden, zingen en beheerst hij het gregoriaans. Vanaf dan vervangt hij regelmatig zijn vader als organist en dirigent.
Hij loopt school in Sint-Niklaas aan het Sint-Jozefinstituut en vervolgens studeert hij Grieks-Latijn aan het Sint-Jozef-Klein-Seminarie, een bisschoppelijk college waar een basisopleiding tot het priesterschap gegeven wordt. Deze opleiding volgt hij tot het eerste trimester van zijn derde jaar. Daarna blijft hij in samenspraak met zijn vader thuis om zich volledig aan de muziek te wijden. Naast zijn grote passie, muziek, houdt hij ook veel van lezen. Hij houdt contact met zijn oud-leraren en gaat geregeld studeren bij een oude studievriend.
Bij het uitbreken van de Eerste Wereldoorlog in 1914 biedt Van Hulse zich op zeventienjarige leeftijd aan als vrijwilliger. Tijdens deze oorlog loopt hij een gasvergiftiging op en krijgt hij te horen dat hij nog zes maanden te leven heeft. Later grapt hij in een tv-reportage dat hij met zijn resterende tijd toch wat heeft kunnen jongleren, hij heeft nog 69 jaar geleefd.
In 1919 begint Van Hulse, ondanks zijn zwakke gezondheid, een opleiding aan het conservatorium van Antwerpen. Hij studeert daar bij Edward Verheyden (harmonie en compositie), Frans Lenaert (piano), Constant Lenaert (kamermuziek) en Lodewijk Mortelmans (contrapunt). Datzelfde jaar volgt hij zijn vader op als organist in de Sint-Niklaaskerk te Sint-Niklaas. In 1922 behaalt hij de prijs voor harmonie met grootste onderscheiding en de Koninklijke Medaille, ook wordt aan hem de vijfjaarlijkse prijs Albert De Vleeschouwer toegekend. In 1923 behaalt hij de grootste onderscheiding voor piano en de Koninklijke Medaille.
Na zijn afstuderen is Van Hulses eerste zorg zijn gezondheid. Zijn dokter vertelt hem dat hij er goed aan zou doen een droog en warm klimaat op te zoeken. Daarom trekt hij in 1923 naar Oklahoma en daarna naar Tucson, Arizona, op dat ogenblik een muziekcentrum binnen de Verenigde Staten. Ook staat Tucson bekend om zijn bijzonder gunstig klimaat voor longlijders. Na een zomer in Tucson doorgebracht te hebben, waar het kwik tijdens die periode zelden onder de veertig graden daalt, voelt hij zich veel beter en besluit er te blijven. In die tijd verandert hij ook de schrijfwijze van zijn naam, Kamiel wordt Camil.
In 1924 huwt hij in Tucson Augusta Nijs, een vrouw met wie hij in België al verloofd was en die hem uit Sint-Niklaas is nagereisd. Met haar krijgt hij 2 kinderen, Lesghinka en Aziadé.
Hij was van belang voor het muzikale leven in Tucson. Hij geeft er privaatlessen in piano, orgel, harmonie en contrapunt. In 1924 krijgt hij een vaste positie als organist aan de All Saints Church en later wordt hij organist en koormeester van de St. Peter and Paul Church. Hij sticht het Chamber Music Society te Tucson, waaruit het Tucson Symphony Orchestra ontstaat, waarvan hij in het seizoen 1928/1929 dirigent was. Dit alles combineert hij met een concertpraktijk als pianist. In 1956 gaat hij op pensioen om zich volledig te kunnen wijden aan het componeren.  Voor zijn composities verwerft hij talloze prijzen. Naast zijn professionele loopbaan als muzikant is hij ook een geducht linguïst en wordt hij opgenomen in de Dictionary of linguïsts. Ook in de Dictionary of musicians krijgt hij een plaats.
Camil van Hulse keert in 1930 voor de eerste keer terug naar België. Daarna komt hij om de twee jaar voor een korte periode naar zijn geboorteland terug om zijn familie en vriendenkring te bezoeken. In 1957 wordt door de Bibliotheca Wasiana een huldeconcert ter ere van zijn zestigste verjaardag georganiseerd.
Camil van Hulse sterft op 91-jarige leeftijd te Tucson, Arizona. Tucson heeft op North Euclid Avenue 1029 een "Van Hulse House", dat na een periode van verval begin 21e eeuw werd gerestaureerd.

## Werken
Hij heeft circa 130 gepubliceerde werken op zijn naam staan. Hij componeerde in alle muziekgenres, behalve de opera. Van Hulse hield vast aan de laat-romantische stijl, maar combineerde die met de nieuwere stromingen zoals het expressionisme. De incomplete werklijst laat een variatie aan werken zien:

### Met opnusnummer
- opus 19: Anatkh (kwintet voor piano en strijkers)
- opus 20: Strijkkwartet
- opus 24: Parnassian (ouverture voor orkest)
- opus 25: Variations on a trumpet call (voor orkest)
- opus 27: Exsultet Orbit Gaudis (mis voor gemengd koor en orgel)
- opus 32: Suonata da Chiesa (voor piano en strijkers)
- opus 35: Mardi-gras (voor piano en strijkers)
- opus 39: Toccata voor orgel (1946)
- opus 42: Jerusalem, the fallen (cantate voor bariton en vrouwenkoor)
- opus 43: The Beatitudes (cantate voor solostemmen en orgel)
- opus 50: Fiat voluntas tua (mis voor drie gemengde stemmen en orgel)
- opus 52: Festival Veni creator spiritus (voor orgel)(1948)
- opus 53: Symphonia mystica
- opus 56: Ricercata quasi fantasia sopra BACH (1949)
- opus 59: Wedding music (voor orkest)
- opus 62: Gaudeamus (toccatafantasie, 1953)
- opus 63: Lamentoso (voor orgel, 1951)
- opus 65: Jubilee suite (1951)
- opus 66: St. Louis, King of France (symfonisch gedicht voor orgel, 1954)
- opus 70: Christmas Oratorio (voor solostemmen, kinderkoor, verteller en orgel)
- opus 71: Salutis humanae sator (mis voor twee gelijke stemmen en orgel)
- opus 73; Drie korte stukken, drie interludes en drie koralen voor orgel en een koraalfantasie op St Magnus, 1952)
- opus 75: Audi, Benigne Conditor (mis voor gelijke stemmen en orgel)
- opus 76: Stukken voor orgel
- opus 77: Messe bassen nr. 1 (voor orgel, 1952)
- opus 78: Meditations on well known hymn tunes (voor orgel, 1953)
- opus 80: Preludes on Advent Hymns, Christmas Hymns, Hymns for Lent,  Hymns for the Holy Week, Hymns for Easter and general use
- opus 81: Seven prludes on plainsong hymns
- opus 82: The church modes (1959)
- opus 83: Symphonia elegiaca
- opus 85: Ten preludes on Hymn tunes in free style (voor orgel)
- opus 86: Eleven improvisations (voor orgel (1957)
- opus 88: Ten preludes on well known hymn tunes (voor orgel, 1954)
- opus 89: Messe basse nr. 2 (voor koor en orgel)
- opus 92: Devotional moments (voor orgel)
- opus 93: Messe basse nr. 4 (voor koor en orgel)

- opus 94: Four short pieces (voor orgel)
- opus 95: Via Crucis (voor solostemmen, koor, verteller en orkest)
- opus 97: Mass in hon. S.M. Regina Cleri (mis voor drie mannenstemmen, volkszang en orgel)
- opus 98: Harqua-hala (voor hammondorgel)
- opus 99: Devotional moments (Boek 3, voor orgel)
- opus 100: Messe basse nr. 3
- opus 102: Organ and chimes
- opus 103: bundel van werken
- opus 105: Orgelsonate (1964)
- opus 106: Seven preludes and fugues
- opus 107: Biblical sketches (1958)
- opus 109: “t was in the moon of winter-time (cantate voor alt, kinderkoor en gemengd koor)
- opus 110: Orgelsuite
- opus 111: Kwintet voor fluit, hobo, klarinet, hoorn en fagot
- opus 113: In memoriam E. Verheyden (voor orkest)
- opus 114: Twelve short preludes in alle keys (voor orgel)
- opus 116: Oecumenical Mass (mis voor drie mannenstemmen, volkszang, orgel en koper)
- opus 118: Devotional moments (Boek 4, voor orgel)
- opus 121: The little organ book (1961, samen met andere componisten
- opus 122: Ten service pieces base don hymn tunes (voor orgel)
- opus 124: Soli Deo Gloria (10 stukken voor orgel)
- opus 125: Marche pontificale
- opus 126: Short pieces on Gregorian themes (voor orgel (1963)
- opus 127: Eleven pieces (voor orgel)
- opus 129: Strijkkwartet
- opus 130: Ten pieces (voor orgel)
- opus 131: Night of wonder (oratorium voor solostemmen, koor en orkest)
- opus 132: Suite for Easter (voor orgel)
- opus 134: And his name was called Jesus (cantate voor solostemmen, koor en orkest)
- opus 140: Hommage Brueghel, poeme rhapsodique (voor orgel)
- opus 143: Luke’s report on the birth of Christ (cantate voor koor, verteller en orgel)
- opus 144: Sinfonia da Chiesa (1973)
- opus 147: Luke’s report on the passion of our Lord (cantate voor koor, verteller en orgel)
- opus 150: Prelude en fuga op BACH
- opus 151: Ballad of the six knights/Ballade van de zes ridders (geschreven voor bariton, koor en orkest voor het 750-jarig bestaan van Sint-Niklaas op een tekst van Anton van Wilderode)
- opus 152: A Belgian in the USA (voor orkest)
- opus 154: Sinfonia Maya (voor koor en orkest)

### Zonder opusnummer
- Bachianas Brasileiras No. 5. by Heitor Villa-Lobos (1887-1959)-Aria Cantilena; gearrangeer voor orgel (1960)
- Easter Morn; Fantasy on Easter themes (voor orgel en piano, 1951)
- Three interludes on a plain chant (voor orgel, 1951)
- Four Short Pieces (voor orgel, 1957)
- Miniatures: 1. Madonna, 2. Shadows, 3. Snowflakes, (voor orgel; transcriptie door Van Hulse, 1958)
- Seven pieces for the service (petite suite) (1959)
- Little cycle through the Christian Year for Hammond and Pipe Organs (1960)
- Three Chorale Preludes (1962)
- Postlude (voor orgel) (1962)
- At the manger in Bethlehem (1962)
- Organ music for church: eleven pieces for organ (1963)
- Nuptial cortege (voor orgel, 1965)
- Suite For Easter-Four Pieces (voor orgel, 1966)
- Aria (voor orgel, ook voor Hammondorgel etc.,1967)
- Epithalamium (Wedding Music) for Church Organ; on a chorale by Melchior Vulpius (1978)
- Fantaisie-Toccata on Dies irae
- Trio voor harp, altviool en fluit
- Lied Because you love me op tekst van Cordelia E. Moore (winnaar compositiewedstrijd in Phoenix (Arizona)

- Gemeinsame Normdatei: 121671836
- International Standard Name Identifier: 0000 0000 3777 4377
- Library of Congress Control Number: no89013028
- MusicBrainz: 2432fc8d-5bc2-4bbe-a9db-bbdda3d8bc99
- Nederlandse Thesaurus van Auteursnamen: 297441736
- Système universitaire de documentation: 244090939
- Virtual International Authority File: 23003511
- WorldCat: E39PBJw4CCVXj9Cy6gfwbyQ8YP